# Puente metálico El Ojo
El puente metálico El Ojo es un puente el cual atraviesa el río Choapa, encontrado en los Vilos, en la región de Coquimbo, Chile. Este fue empezado a construir una vez terminada la guerra del Pacífico, esto ayudó a temas comunicacionales, industriales, administrativos y otorgó facilidades en temas comerciales. Este fue declarado monumento nacional de Chile, en la categoría de monumento histórico mediante el decreto n°127, en el año 2011.

## Historia
El puente metálico El Ojo fue planeado una vez acabada la guerra del Pacífico, durante el gobierno del presidente José Manuel Balmaceda, este ordenó un proyecto que contaba con la obligación de tomar la rápida posesión de los extensos territorios del norte de chile, este proyecto contaba con 8 estaciones y con una serie de puentes y túneles que iban desde los vilos hasta los poblados interiores de Illapel y Salamanca, entre estos estaba el puente metálico El Ojo, este proyecto ayudó con:
- A poder tener de la manera más rápida la posesión del territorio del norte a nivel militar y burocrático.
- La explotación comercial de la zona, principalmente en la agricultura y minería.
- A la aproximación con el centro del país.

Cabe destacar que esta obra tardó mucho más de lo pensado en ser terminada, ya que la empresa que se encontraba a cargo dejó las obras sin concluir, por lo que dirección de obras públicas se encargó de terminar esta, por estas razones quedaron algunas partes en manos de privados y otras  en manos de carácter público.

## Arquitectura
El puente metálico El Ojo constituye un vestigio de la red Longitudinal Norte del ferrocarril, construida entre fines del siglo XIX y principios del siglo XX. La tecnología utilizada en su construcción actualmente se encuentra en desuso, su arquitectura representa un gran valor patrimonial histórico que se ve incrementado por ser parte del trazado que se diseñó siguiendo la ruta de acceso de Diego de Almagro en su ingreso a Chile.
La infraestructura se encuentra conformada por acero en su cuerpo y mampostería (piedra ) en su base. Actualmente se encuentra en estado de conservación, con una pérdida regular en su bases, se presenta una oxidación en su metal. Se mantiene en uso recibiendo constantemente el tránsito de vehículos livianos y de carga pesada provenientes de las minas aledañas y agrícolas de la IV y V región.

## Vías férreas conectividad
El puente metálico El Ojo que pasa por sobre el río Choapa, ubicado en el kilómetro 43.0 de la ruta D-37 Illapel-Tilama, en la región de Coquimbo, En sus inicios este llevaba la línea férrea longitudinal junto con sus locomotoras a vapor de alto peso. Este hizo capas a la zona a que tuviera una mayor cercanía con el centro del país, además ayudando a que la zona creciera a nivel comercial, en especial en la minería y la agricultura ya que estas tenían la necesidad de rutas para poder trasladar sus productos para el resto del país. Esta ruta de línea férrea sacaba los productos desde los valles interiores hacia puertos y de esta forma llevarlos al resto del país. Actualmente este camino no se encuentra en uso.}